# چترژه
چترژه (به صربی: Četereže) یک روستا در صربستان است که در ژاباری واقع شده‌است. چترژه ۶۴۱ نفر جمعیت دارد.